# Akademie výtvarných umění ve Vídni
Akademie výtvarných umění ve Vídni (německy Akademie der bildenden Künste Wien) je rakouská veřejná vysoká škola uměleckého zaměření a nejstarší umělecká akademie ve střední Evropě.

## Historie

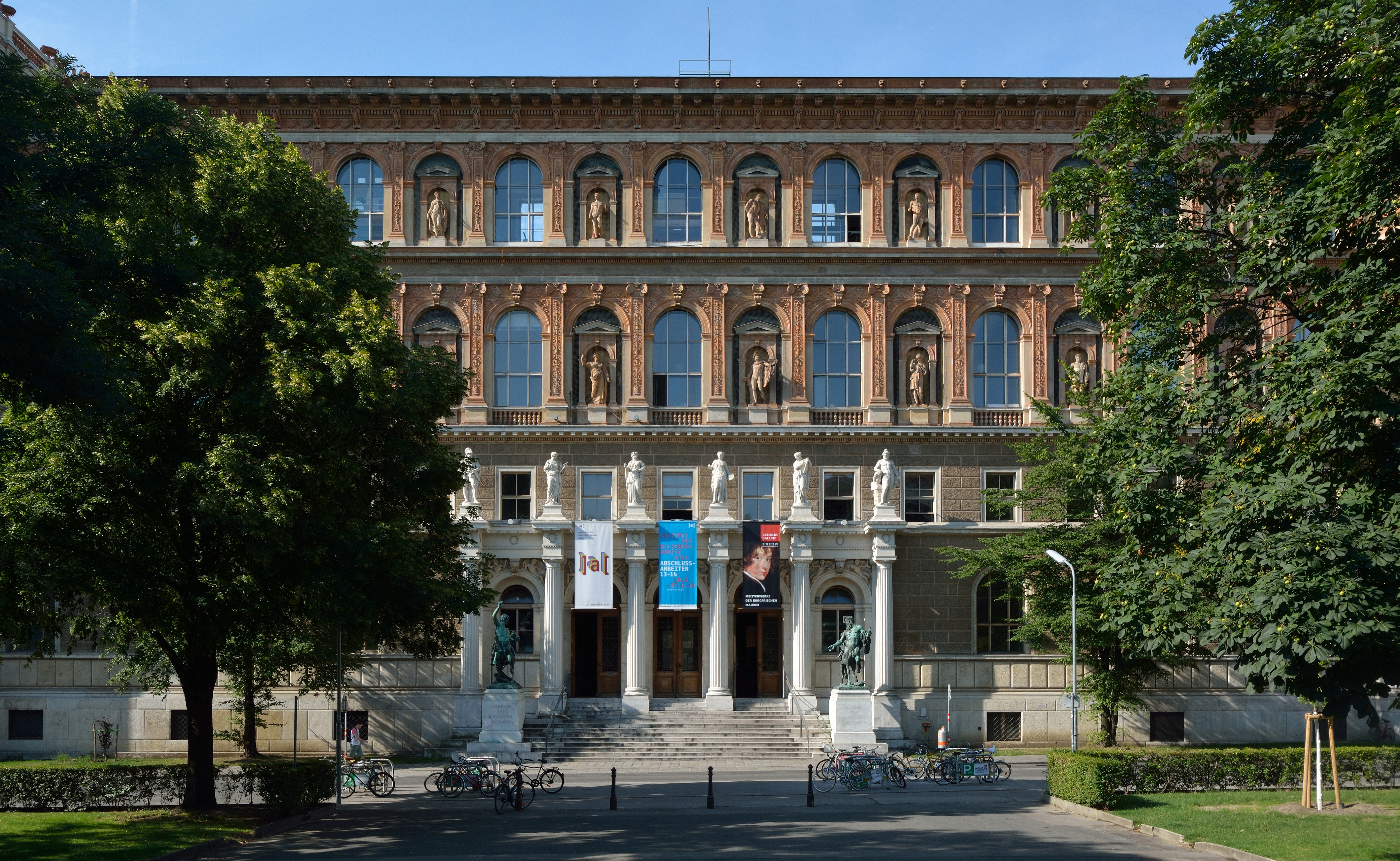
Hlavní budova školy (otevřena roku 1877)

Akademii založil dvorní malíř Peter Strudel roku 1692 jako soukromou školu, vybudovanou po vzoru římské Akademie svatého Lukáše a pařížské Královské akademie malířství a sochařství (Académie royale de peinture et de sculpture).
Císař Josef I. školu podpořil a roku 1704 ji proměnil v císařský ústav. Přesto se po Strudelově smrti v roce 1714 činnost Akademie zastavila.
Teprve roku 1725 byla za podpory císaře Karla VI. znovu založena jako C. a k. dvorní akademie malířství, sochařství a stavebních umění, která se roku 1731 přestěhovala do Schönbrunnenského domu v ulici Tuchlauben. 
Po roce 1740 se Akademie opět dostala do nesnází. Teprve roku 1751 ji oživil vrchní stavební ředitel, hrabě Adam Filip Losy z Losinthalu, který ustavil císařského dvorního malíře Martina Meytense prvním rekorem a založil ryteckou a medailérskou třídu, kterou vedl Anton Mathias Domanek.  Mezi další rektory v padesátých letech 18. století patřili Michelangelo Unterberger a Paul Troger. 

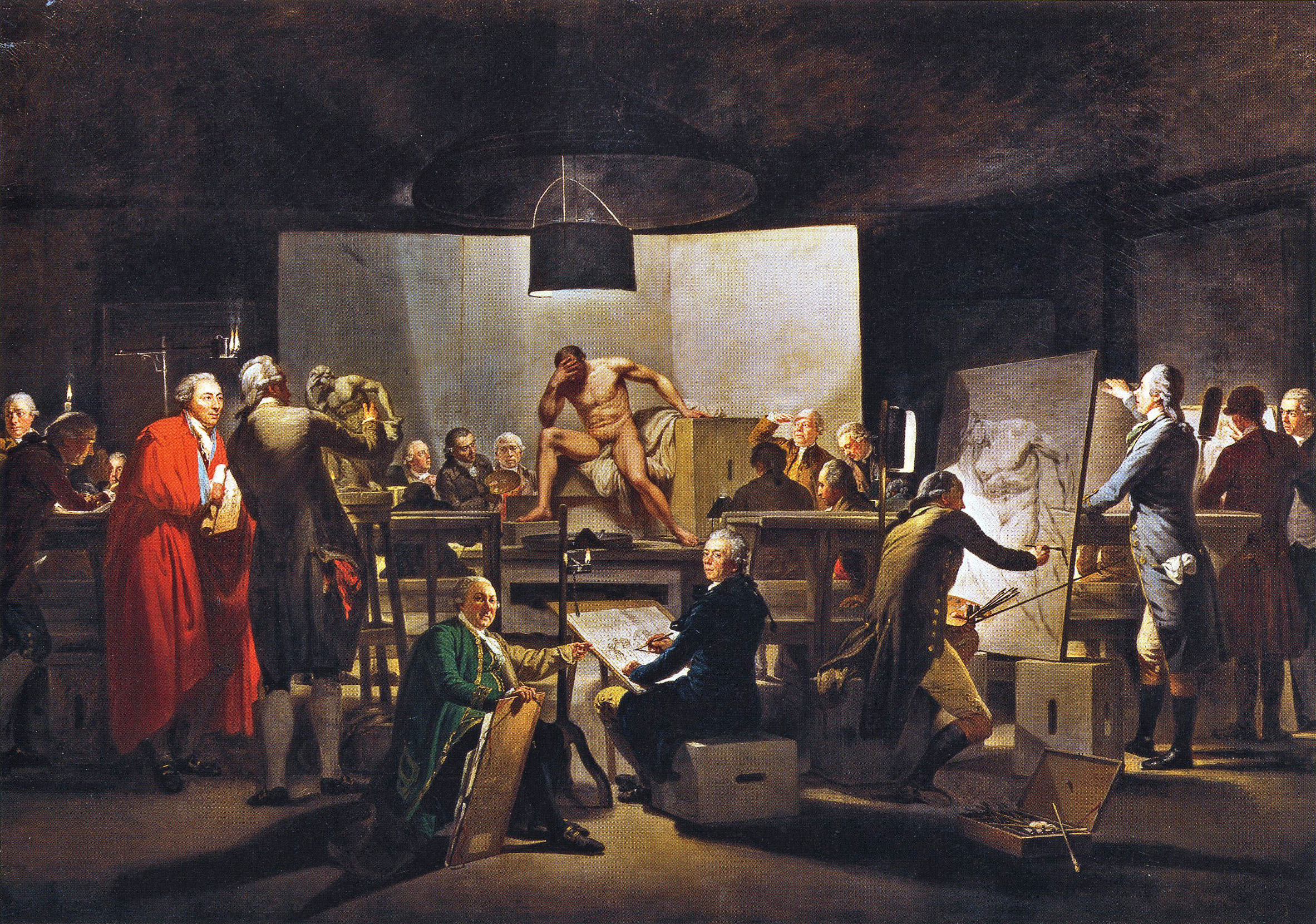
Sál malby aktu vídeňské akademie v roce 1787, Martin Ferdinand Chvátal

V roce 1758, za vlády Václava Kounice byla zřízena c. a k. Kreslířská akademie.
V roce 1772 byly všechny umělecké školy ve Vídni spojeny do Sjednocené akademie výtvarných umění, která se o sto let později stala vysokou školou. jejím působištěm byl dvůr svaté Anny, kde se konaly také každoroční výstavy žáků i absolventů akademie. 
Roku 1871 byly schváleny plány výstavby nové školní budovy v novorenesančním stylu a roku 1877 se konalo její slavnostní otevření za přítomnosti císaře Františka Josefa I. V budově je v současnosti umístěna veřejnosti přístupná obrazová galerie zahrnující díla Rubense, Rembrandta a van Dycka a dalších.
Od školního roku 1920/1921 byly na Akademii poprvé přijaty ženy.
Od roku 1998 má škola status univerzity, ale ponechala si své původní jméno a tak je v současnosti jedinou rakouskou univerzitou, která nemá slovo univerzita v názvu. Roku 1999 bylo zrušeno tradiční rozdělení na mistrovské školy (ateliéry) jednotlivých profesorů a nahrazeno dělením na ústavy:
- Institut pro umění a architekturu (6 profesorů)
- Institut pro výtvarná umění (8 profesorů malířství, grafiky a mediálního umění, 3 profesoři sochařství)
- Institut pro vědu a technologie v umění (restaurování a konzervace)
- Institut pro umělecké učitelství
- Institut pro vědy o umění a kultuře (dějiny umění, filosofie, kulturologie, filosofie kultury atd.)

V roce 2012 studovalo na akademii 1318 studentů, z toho asi třetina ze zahraničí.

## Významní studenti a učitelé
Jména pedagogů a absolventů školy zahrnují mnoho významných umělců své doby, nejen ze zemí Rakouské monarchie. Do otevření Akademie výtvarných umění v Praze roku 1799 byla spolu s akademií v Mnichově, založenou roku 1770, jednou z mála možností ke získání vzdělání pro české nebo v českých zemích narozené umělce a architekty.
- Martin van Meytens (1695–1770)
- Paul Troger (1698–1762)
- Johann Georg Platzer (1704–1761)
- Karel Josef Adolf (1715–1771)
- Franz Anton Maulbertsch (1724–1796)
- Josef Kramolín (1730–1802)
- Franz Xaver Messerschmidt (1736–1783)
- Jan Václav Prchal (1744–1811)
- Karel Postl (1769–1818)
- Ferdinand Georg Waldmüller (1793–1865)
- Julius Schnorr von Carolsfeld (1794–1872)
- Josef Kriehuber (1800–1876)
- Eduard Gurk (1801–1841)
- Josef Kranner (1801–1871)
- Friedrich von Amerling (1803–1887)
- Rudolf von Alt (1812–1905)
- Václav Anderle (1814–1849)
- Vincenz Pilz (1816–1896)
- Eduard von Engerth (1818–1897)
- Jan Nowopacký (1821–1908)
- Antonín Viktor Barvitius (1823–1901)
- Adolf Dauthage (1825–1883)
- Friedrich Friedländer (1825–1901)
- Friedrich von Schmidt (1825–1891)
- Anselm Feuerbach (1829–1880)
- Josef Hlávka (1831–1908)
- Josef Zítek (1832–1909)
- Josef Mocker (1835–1899)
- Friedrich Kriehuber (1836–1871)
- Leopold Ferber (1838–1912)
- Gottfried Lindauer (1839–1926)
- Imre Steindl (1839–1902)
- Gabriel Max (1840–1915)
- Josef Schulz (1840–1917)
- Otto Wagner (1841–1918)
- Antonín Hlaváček (malíř) (1842–1926)
- Wilhelm Stiassny (1842–1910)
- Josef Langl (1843–1916)
- Mihály Munkácsy (1844–1900)
- Jan Pinkava (malíř) (1846–1923)
- Karel Liebscher (1851–1906)
- Vojtěch Hynais (1854–1925)
- Julius Schmid (1854–1935)
- Ludvík Lábler (1855–1930)
- August Kirstein (1856–1939)
- Rudolf Otto von Ottenfeld (1856–1913)
- Václav Jansa (1859–1913)
- Prokop Šupich (1870–1947)
- Hans Bitterlich (1860–1949)
- Anton Ažbe (1862–1905)
- Leopold Stolba (1863–1929)
- Věnceslav Černý (1865–1936)
- Ernst Gotthilf (1865–1950)
- Karl Troll (1865–1954)
- Franz von Bayros (1866–1924)
- Friedrich Kick (1867–1945)
- Joseph Maria Olbrich (1867–1908)
- Peter Behrens (1868–1940)
- Josef Kvasnička (sochař) (1868–1932)
- Koloman Moser (1868–1918)
- Kamil Hilbert (1869–1933)
- Josef Hoffmann (1870–1956)
- Ferdinand Schmutzer (1870–1928)
- Jan Kotěra (1871–1923)
- František Kupka (1871–1957)
- Anton Hanak (1875–1934)
- István Medgyaszay (1877–1959)
- Ladislav Skřivánek (1877–1957)
- Heinrich Karl Scholz (1880–1937)
- Otakar Španiel (1881–1955)
- Rudolf Weiser (1885–1968)
- Oskar Brázda (1887–1977)
- Frederick John Kiesler (1890–1965)
- Egon Schiele (1890–1918)
- Ludwig Blum (1891–1974)
- Jindřich Kumpošt (1891–1968)
- Alois Schneiderka (1896–1958)
- Mária Medvecká (1914–1987)
- Jozef Šturdík (1920–1992)
- Jaroslav Lukavský (1924–1984)
- Alfred Hrdlicka (1928–2009)
- Friedensreich Hundertwasser (1928–2000)
- Hans Hollein (1934–2014)
- Gerhard Gleich (* 1941)
- Gottfried Helnwein (* 1948)
- Diedrich Diederichsen (* 1957)
- Peter Gric (* 1968)
- Eva Jiřička (* 1979)

Akademie v letech 1907 a 1908 dvakrát odmítla přijmout ke studiu malířství Adolfa Hitlera (1889–1945).